# The Journey of Natty Gann
The Journey of Natty Gann is een Amerikaanse film uit 1985, geregisseerd door Jeremy Paul Kagan, geproduceerd door Walt Disney Pictures en uitgegeven door Buena Vista Distribution. De film introduceerde Meredith Salenger en verder speelde ook John Cusack, Lainie Kazan en Ray Wise in de film.

## Synopsis
In de tijd van de Grote Depressie, halverwege jaren dertig, begint de twaalfjarige Natty aan een lange reis dwars door Amerika op zoek naar haar vader, die voor werk naar de andere kant van het land is gegaan. Natty loopt weg van haar pleegadres en waagt zich aan een avontuur op stoomtreinen en door uiteenlopende landschappen. Onderweg raakt ze bevriend met een wolfshond en een vagebond.

## Rolverdeling
| Acteur            | Personage               |
| ----------------- | ----------------------- |
| Meredith Salenger | Natty Gann              |
| John Cusack       | Harry                   |
| Ray Wise          | Sol Gann                |
| Lainie Kazan      | Connie                  |
| Scatman Crothers  | Sherman                 |
| Barry Miller      | Parker                  |
| Verna Bloom       | Boerin                  |
| John P. Finnegan  | Baas houthakkersbedrijf |
| Jed               | Wolfshond               |